# Landkreis Uecker-Randow
Landkreis Uecker-Randow is een voormalig Landkreis in de Duitse deelstaat Mecklenburg-Voor-Pommeren. Het had een oppervlakte van 1635 km².

## Geografie
Uecker-Randow dankte zijn naam aan de twee grootste rivieren in het Landkreis, de Uecker en de Randow. In het noorden grensde het aan het Oderhaf en de Neuwarper See, aan de grens met Polen. In het noorden van het voormalige Landkreis ligt de Ueckermünder Heide, een bosrijke laagvlakte. In het westen liggen de Brohmer Berge, een eindmorene. Hier ligt ook de 133 meter hoge Ziegler Berg.

## Geschiedenis
Uecker-Randow ontstond op 12 juni 1994 door de samenvoeging van de toenmalige Landkreisen Pasewalk en delen van Ueckermünde en Strasburg.
Op 4 september 2011 is het samen met Ostvorpommern, de tot dan kreisfreie stad Greifswald en delen van het district Demmin opgegaan in het nieuwe Landkreis Vorpommern-Greifswald.

## Steden en gemeenten
Het Landkreis was op het moment van opheffing bestuurlijk in de volgende steden en gemeenten onderverdeeld:
| Amtsvrije gemeenten 1. Pasewalk, stad * 2. Strasburg (Uckermark), stad 3. Ueckermünde, stad |

Ämter met deelnemende gemeenten/steden
* = Bestuurscentrum van de Amtsverwaltung
| | | |
| - 1. Amt Am Stettiner Haff 1. Ahlbeck 2. Altwarp 3. Eggesin, stad * 4. Grambin 5. Hintersee 6. Leopoldshagen 7. Liepgarten 8. Lübs 9. Luckow 10. Meiersberg 11. Mönkebude 12. Torgelow-Holländerei 13. Vogelsang-Warsin | - 2. Amt Löcknitz-Penkun 1. Bergholz 2. Blankensee 3. Boock 4. Glasow 5. Grambow 6. Krackow 7. Löcknitz * 8. Nadrensee 9. Penkun, stad 10. Plöwen 11. Ramin 12. Rossow 13. Rothenklempenow - 3. Amt Torgelow-Ferdinandshof 1. Altwigshagen 2. Ferdinandshof 3. Hammer a. d. Uecker 4. Heinrichsruh 5. Heinrichswalde 6. Rothemühl 7. Torgelow, stad * 8. Wilhelmsburg | - 4. Amt Uecker-Randow-Tal (Bestuurscentrum te Pasewalk) 1. Blumenhagen 2. Brietzig 3. Damerow 4. Fahrenwalde 5. Groß Luckow 6. Jatznick 7. Klein Luckow 8. Koblentz 9. Krugsdorf 10. Nieden 11. Papendorf 12. Polzow 13. Rollwitz 14. Schönwalde 15. Viereck 16. Zerrenthin 17. Züsedom |

## Bestuurlijke herindelingen
Sinds de oprichting van het district in 1994 hebben er diverse bestuurlijke herindelingen plaatsgevonden. Tot op heden betreft het de volgende wijzigingen.

### Amt
- Fusie van de Ämter Penkun en Löcknitz tot het Amt Löcknitz-Penkun op 1 juli 2004.
- Fusie van de stad Eggesin met het Amt Ueckermünde-Land tot het Amt Am Stettiner Haff op 1 januari 2005.
- Fusie van de stad Torgelow met het Amt Ferdinandshof tot het Amt Torgelow-Ferdinandshof op 1 januari 2005.

### Gemeente
- Annexatie van de gemeente Rieth door Luckow op 31 december 1997.
- Annexatie van de gemeenten Grünz, Sommersdorf, Storkow en Wollin b. Penkun door Penkun op 1 januari 1999.
- Annexatie van de gemeenteGlashütte door Rothenklempenow 31 december 1999.
- Annexatie van de gemeente Bellingdoor Jatznick op 1 januari 2001.
- Annexatie van de gemeente Marienthal door Viereck op 1 januari 2002.
- Annexatie van de gemeente Bismark door Ramin op 1 januari 2004.
- Annexatie van de gemeente Pampow door Blankensee op 13 juni 2004.
- Annexatie van de gemeente Lebehn door Krackow op 13 juni 2004.
- Annexatie van de gemeente Mewegen door Rothenklempenow op 1 januari 2005.
- Annexatie van de gemeente Wietstock uit het district Ostvorpommern door Altwigshagen op 1 januari 2011.

Bad Doberan · Demmin · Greifswald · Güstrow · Ludwigslust · Mecklenburg-Strelitz · Müritz · Neubrandenburg · Nordvorpommern · Nordwestmecklenburg · Ostvorpommern · Parchim · Rostock · Rügen · Schwerin · Stralsund · Uecker-Randow · Wismar